# Albert IV van Tirol
Albert IV van Tirol (circa 1180 - 22 juli 1253) was van 1190 tot 1253 graaf van Tirol. Hij was de laatste graaf uit het huis Tirol.

## Levensloop
Hij was de zoon van graaf Hendrik I van Tirol en diens gemalin Agnes van Wangen, dochter van graaf Adalbero I van Wangen. Toen zijn vader in 1190 overleed en Albert IV hierdoor graaf van Tirol werd, was hij nog minderjarig. Vanaf 1202 begon hij zelfstandig te regeren. Van zijn vader erfde hij ook de titel van voogd van het prinsbisdom Trente en in 1210 werd hij eveneens benoemd tot voogd van het prinsbisdom Brixen. 
In 1209 werd het huis Andechs, waartoe de graven van Andechs en de hertogen van Meranië behoorden, in de rijksban gedaan, omdat ze ervan verdacht werden betrokken te zijn bij de moord op Rooms-Duits koning Filips van Zwaben uit het huis Hohenstaufen tijdens de bruiloft van hertog Otto I van Meranië in Bamberg. Albert IV kreeg daarop hun soevereine rechten in het gebied rond de rivier Inn en de valleien Wipptal, Eisacktal en Gadertal.
Om de onafhankelijkheid van het graafschap Tirol te garanderen, besloot Albert IV de nu onbetwiste heerschappij van keizer Otto IV van het Heilige Roomse Rijk uit het huis Welfen te erkennen. Nadat keizer Otto IV in 1218 was overleden, koos hij opnieuw de kant van het huis Hohenstaufen en begon hij keizer Frederik II te steunen. In 1217 namen Albert IV en bisschop Berthold van Brixen ook deel aan de Vijfde Kruistocht. 
Albert IV kreeg geen zonen, dus wilde hij er zeker van zijn dat zijn dochters zijn gebieden konden erven. In 1234 huwelijkte hij zijn dochter Elisabeth daarom uit aan hertog Otto II van Meranië en zijn andere dochter Adelheid aan graaf Meinhard III van Gorizia. Ook sloot hij met zijn beide schoonzonen contracten betreffende de erfenis van zijn gebieden. Hierdoor bemachtigde Albert na de dood van hertog Otto II van Meranië in 1248 diens Tiroolse bezittingen. Hetzelfde jaar veroverde Albert IV ook het graafschap Eppan, nadat de plaatselijke dynastie daar was uitgestorven.
In het conflict tussen keizer Frederik II en paus Innocentius IV, was Albert een bondgenoot van de Heilige Roomse keizer. Dit bleef hij ook nadat Frederik II in 1245 afgezet werd door de paus. Van dit bondgenootschap maakte Albert gebruik om de kerkelijke gebieden van de pas verkozen bisschop Filips van Salzburg binnen te vallen. Albert en zijn schoonzoon Meinhard III van Gorizia werden in 1252 in Greifenburg verslagen en gevangengenomen door de gezamenlijke troepen van Filips en diens vader, hertog Bernard van Karinthië. Gevangengehouden in Friesach, werden ze pas in december 1252 opnieuw vrijgelaten, nadat ze belangrijke bezittingen in Opper-Karinthië hadden afgestaan, een hoge geldsom hadden betaald en ze twee van Meinhards zonen als gijzelaars hadden uitgeleverd. 
In 1253 overleed Albert IV van Tirol, waarna hij in Stams begraven werd. Zijn erfenis werd verdeeld tussen zijn schoonzoons Meinhard III van Gorizia en graaf Gebhard IV van Hirschberg, de tweede echtgenoot van zijn dochter Elisabeth. Gebhard IV had echter geen kinderen, waardoor na diens dood het volledige gebied van Albert IV opnieuw herenigd raakte.

## Huwelijk en nakomelingen
Rond het jaar 1211 huwde Albert IV met Uta, dochter van graaf Hendrik II van Frontenhausen-Lechsgemünd. Ze kregen volgende kinderen:
- Adelheid (1218/1220-1279), huwde met graaf Meinhard III van Gorizia, vanaf 1253 onder de naam Meinhard I ook graaf van Tirol.
- Elisabeth (1220/1225-1256), huwde in 1239 met hertog Otto II van Meranië en daarna in 1249 met graaf Gebhard IV van Hirschberg.